# Nils Johnsson (fotbollsspelare)
Nils Gunnar "Katten" Johnsson (även Jonsson), född 7 december 1932 i Göteborg, död 9 september 1976 i Biskopsgårdens församling, är en svensk före detta fotbollsspelare (högerback) som under 1950-talet spelade i IFK Göteborg.
Johnsson kom från BK Häcken till IFK 1954. Han blev svensk mästare med klubben säsongen 1957/1958 och spelade sammanlagt 157 allsvenska matcher (1 mål) för klubben till och med säsongen 1961. Därefter återvände han till Häcken.
Johnsson spelade 2 U-landskamper och 5 B-landskamper för Sverige.

## Privatliv
Johnsson var son till den förre fotbollsmålvakten Manfred Johnsson, som tog allsvenskt guld med Gais 1927. Smeknamnet "Katten" ärvde han av fadern. Hans dotterson, Patrik Karlsson Lagemyr, spelade också för IFK Göteborg.